# HMM (компания)
HMM — южнокорейская судоходная компания, на 2022 год 8-я крупнейшая в мире с долей 3,2 %, ранее называлась Hyundai Merchant Marine. Штаб-квартира расположена в Сеуле. В списке крупнейших публичных компаний мира Forbes Global 2000 за 2022 год HMM заняла 906-е место.

## История
Компания была основана в марте 1976 года под названием Asia Merchant Marine. В августе 1982 года компания сменила название на Hyundai Merchant Marine, а в апреле 2020 года — на HMM Co., Ltd.

## Деятельность
Основную часть выручки компании даёт перевозка грузов в контейнерах, в 2021 год на этот вид транспортировки пришлось 94 % выручки, на сухие грузы — 3 %, на перевозки танкерами нефти и нефтепродуктов — 1 %. На транстихоокеанские перевозки пришлось 42 % выручки, на транспортировку из Кореи в Европу — 32 %, в другие страны Азии — 18 %.
На конец 2021 года флот компании насчитывал 71 контейнеровоз (35 собственных, остальные зафрахтованы) общей вместимостью 809,4 тыс. TEU, а также 18 балкеров, 9 танкеров и 4 плавучих крана.